# Эпсилон Скорпиона
Эпсилон Скорпиона (ε Sco, ε Scorpii) — звезда в южном зодиакальном созвездии Скорпиона. Имеет видимую звёздную величину +2.3, благодаря чему звезда является пятой по яркости в созвездии. Измерения параллакса звезды, проведённые спутником Hipparcos, привели к оценке расстояния до звезды, равной 63,7 св. года (19,5 пк).
Патрик Мур предложил называть данную звезду Wei, но это название, вероятно, ошибочно; название Wěi (尾), означающее хвост, было наименованием китайского астеризма Xiù, состоящего из звёзд ε, μ1−2, ζ1−2, η, θ, ι, κ, υ и λ Скорпиона.
Эпсилон Скорпиона принадлежит спектральному классу K1 III, что показывает, что звезда исчерпала запасы водорода в ядре и перешла на стадию звёзд-гигантов. Измеренный с помощью интерферометрии угловой диаметр звезды после внесения поправки за потемнение к краю составляет 5,99 ± 0,06 мсд, что при измеренном расстоянии соответствует величине линейного радиуса около 13 радиусов Солнца. В настоящее время звезда создаёт энергию при термоядерных реакциях горения гелия в ядре, что в соответствии со структурой звезды относит её к эволюционной стадии красного сгущения. Внешняя часть атмосферы звезды обладает эффективной температурой около 4560 K, что соответствует оранжевому цвету и спектральному классу K.
ε Скорпиона считают переменной звездой, хотя исследование фотометрических данных, полученных спутником Hipparcos, показало наличие вариаций, не превышающих 0,01—0,02 звёздной величины. Данная звезда является источником рентгеновского излучения со светимостью (1,5—1,6) × 1027 эрг с−1.

## В культуре
ε Скорпиона присутствует на флаге Бразилии, символизируя штат Сеара.